# فیلیپ جوئل هیوز

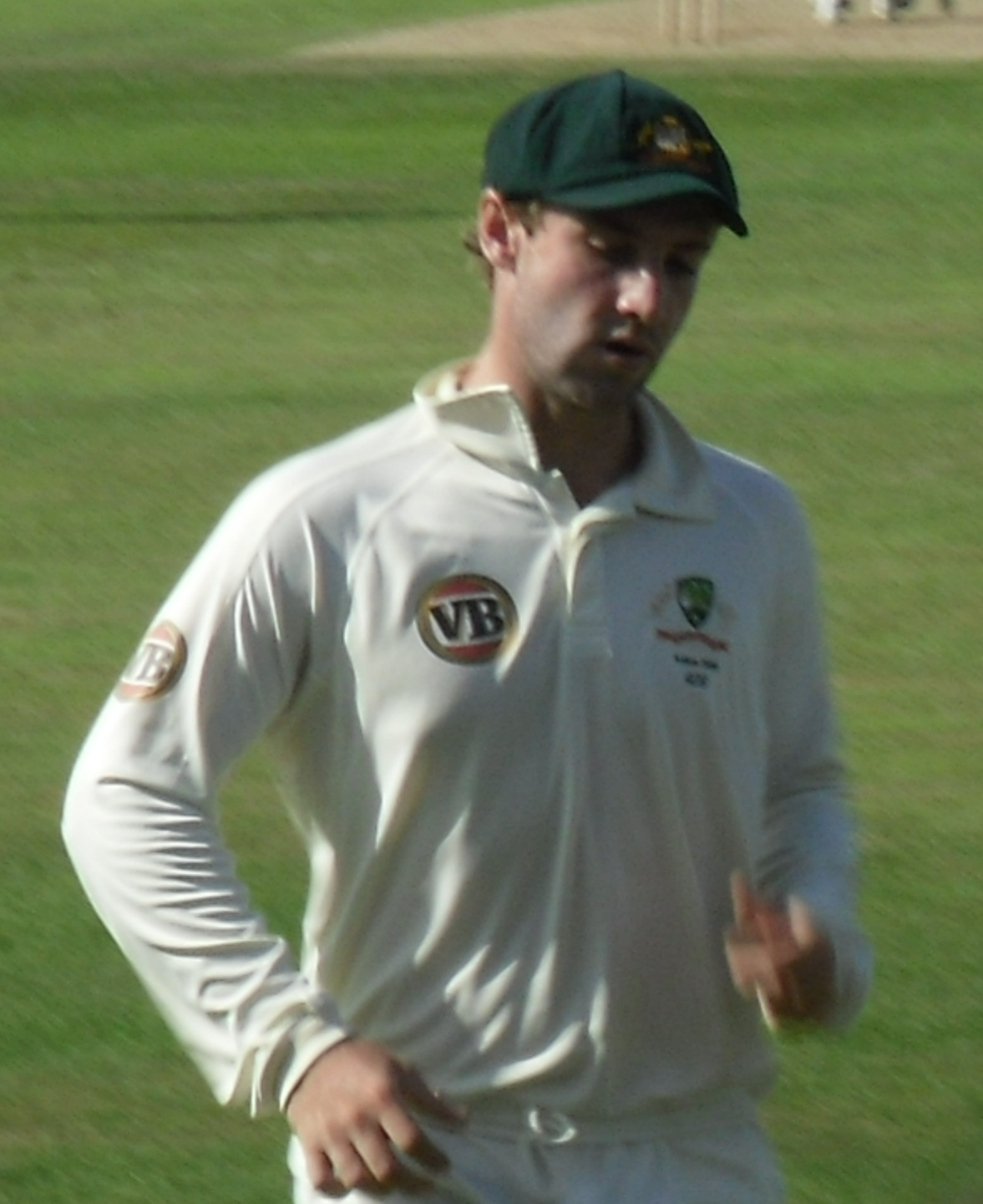
فیلیپ جوئل هیوز در سال ۲۰۰۹

فیلیپ جوئل هیوز (30 نوامبر 1988، 27 نوامبر 2014) یک کریکت باز چپ‌دست بود. هیوز دو فصل در تیم نیو ساوت ولز بازی کرد و پس از آن در سال 2009 در سن 20 سالگی اولین بازی آزمایشی خود را انجام داد. او اولین حضور بین المللی یک روزه خود را در سال 2013 انجام داد. وی جوانترین بازیکن کریکت تاریخ است.